# Segudet
Segudet is een zeer klein dorp in het noorden van Andorra. Het dorp is gelegen in de parochie Ordino ten oosten van de gelijknamige parochiehoofdstad. Het dorp ligt op een hoogte van 1.722 meter. De hoofdstad van Andorra, Andorra la Vella, ligt op 9 kilometer afstand.

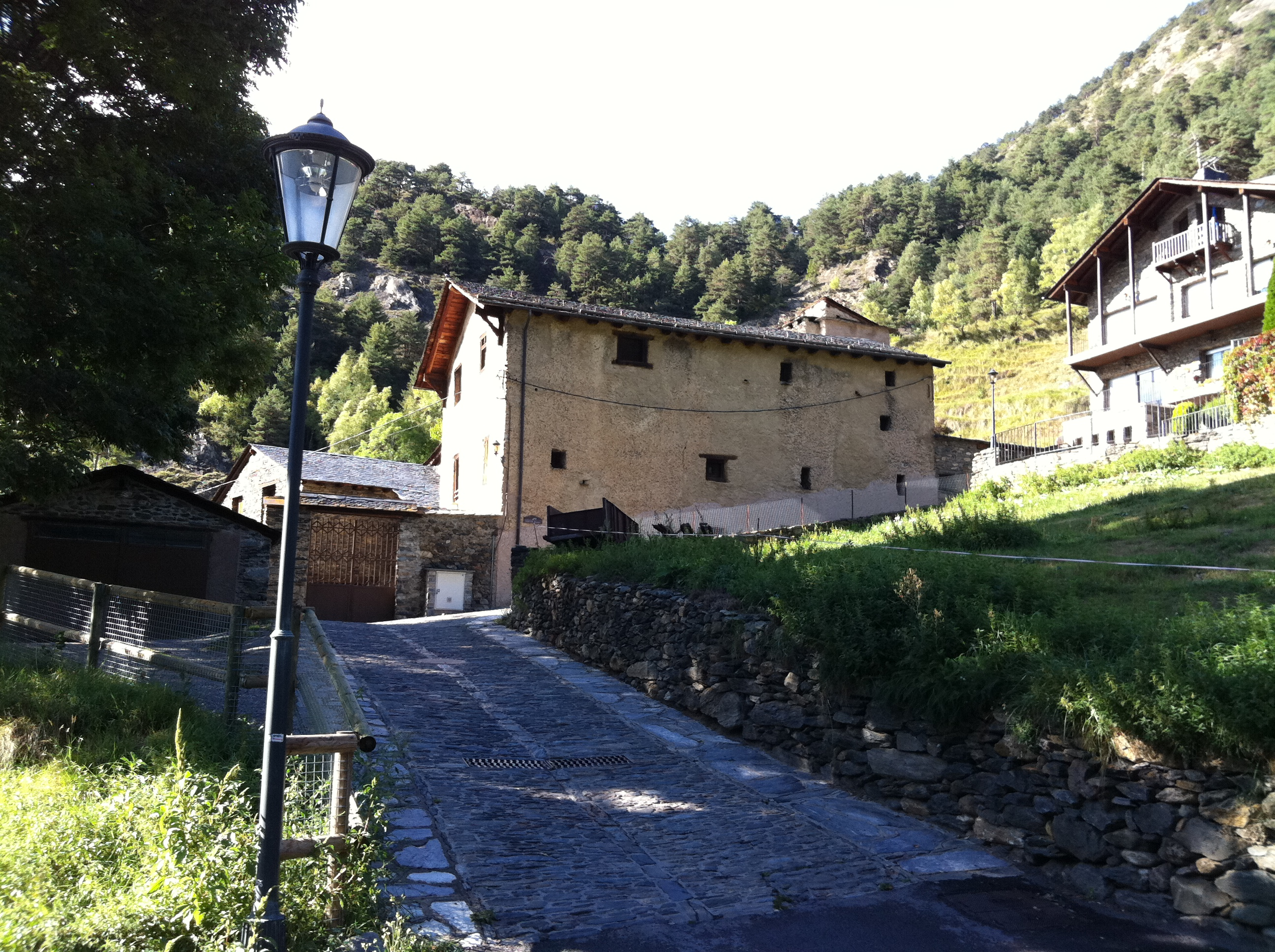
Segudet